# Omonville-la-Petite
Omonville-la-Petite ist eine Ortschaft und eine ehemalige französische Gemeinde mit 119 Einwohnern (Stand: 1. Januar 2022) im Département Manche in der Region Normandie. Sie gehörte zum Arrondissement Cherbourg und zum Kanton La Hague. Die Einwohner nennen diesen Ort traditionell Saint-Martin – nach dem Namen der früheren Kirchengemeinde und um sie von Omonville-la-Rogue zu unterscheiden.
Mit Wirkung vom 1. Januar 2017 wurde die bisherige Gemeinde Omonville-la-Petite mit den übrigen 18 Gemeinden der ehemaligen Communauté de communes de la Hague zu einer Commune nouvelle mit dem Namen La Hague zusammengeschlossen und verfügt in der neuen Gemeinde über den Status einer Commune déléguée. Der Verwaltungssitz befindet sich im Ort Beaumont-Hague.

## Geografie
Omonville-la-Petite liegt nahe der Nordwestspitze (Cap de la Hague) der Halbinsel Cotentin, die weit in den Ärmelkanal hinein reicht. Cherbourg-Octeville, die nächstgrößere Stadt, ist etwa 25 Kilometer von Omonville entfernt.

## Bevölkerungsentwicklung
| Jahr      | 1962 | 1968 | 1975 | 1982 | 1990 | 1999 | 2007 |
| Einwohner | 135  | 142  | 125  | 118  | 137  | 132  | 124  |

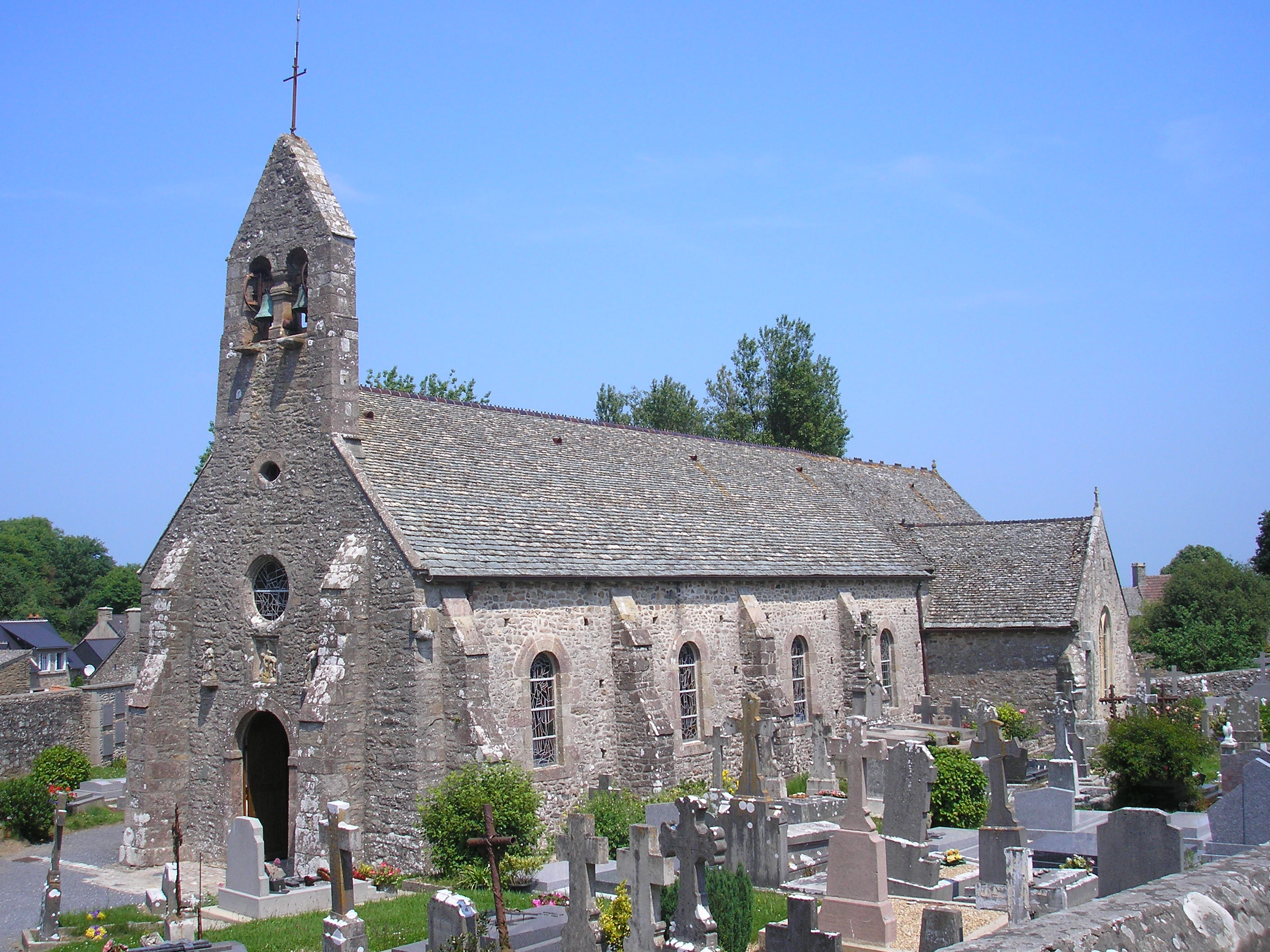
Kirche St. Martin
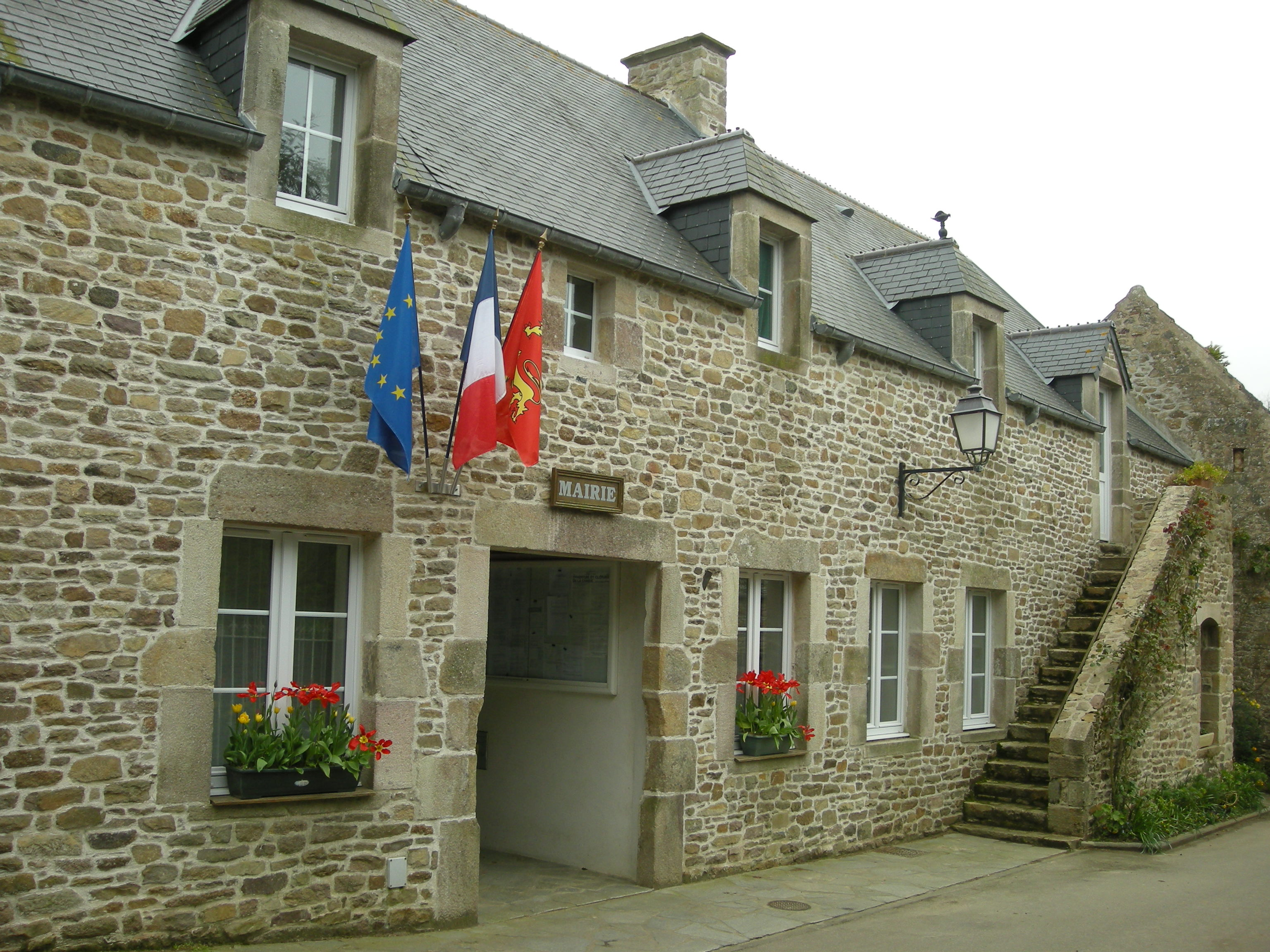
Ehemalige Mairie

## Wirtschaft
Omonville-la-Petite besitzt einen erheblichen Teil von Zweitwohnungen und zwei Hotels. Ihre wirtschaftlichen Ressourcen kommen vor allem aus der wenige Kilometer südlich gelegenen Wiederaufarbeitungsanlage La Hague, deren Fläche sich neben Omonville auch auf die Gebiete benachbarter Gemeinden ausdehnte. Nach Daten des französischen Wirtschaftsministeriums aus dem Jahr 2007 ist Omonville-la-Petite die Gemeinde mit dem größten Pro-Kopf-Einkommen in Frankreich (32.654,77 €).

## Persönlichkeiten
- Jacques Prévert, Schriftsteller, wohnte von 1971 bis zu seinem Tod 1977 in Omonville-la-Petite.[2] Er wurde dort begraben. 10 Jahre nach seinem Tod wurde der Park Jardin Jacques Prévert im benachbarten Saint-Germain-des-Vaux angelegt.
- Alexandre Trauner, Szenenbildner, wohnte bis zu seinem Tod 1993 in Omonville und liegt auf dem Friedhof des Ortes begraben.